# Рыльке, Генрих Данилович
Генрих Данилович Рыльке (16 ноября 1845 — после декабря 1917) — генерал от инфантерии Российской императорской армии; главный военный прокурор (1907—1908) и член Военного совета Российской империи (1908 — 1915).

## Биография
Генрих Рыльке родился 16 ноября 1845 года. По вероисповеданию был лютеранином. Окончил Ровенскую гимназию, а затем и Киевский университет, который окончил в степени кандидата физико-математических наук.
26 августа 1868 года вступил на службу в Российскую императорскую армию. В 1869 года окончил 2-е военное Константиновское училище, из которого был выпущен в 14-й гренадерский Грузинский полк со старшинством с 12 июля 1869 года. В 1870 году Генрих Рыльке был переведён в Кавказский гренадерский стрелковый батальон. 22 апреля 1872 года получил старшинство в чине поручика, 15 марта 1869 года получил старшинство в чине штабс-капитана. В 1875 году по 1-му разряду окончил Александровскую военно-юридическую академию. 21 октября 1875 года получил старшинство в  чине капитана. С того же года состоял в распоряжении военного прокурора Петербургского военно-окружного суда, с 14 декабря 1878 года по 22 февраля 1885 года занимал должность помощника военного прокурора того же военного-окружного суда и был переведён в военно-судебное ведомство. 28 марта 1882 года получил старшинство в чине подполковника. В 1884 году «за отличие» был произведён в полковники, со старшинством с 1 января 1884 года. С 22 февраля 1885 года по 3 октября 1905 года был военным прокурором Одесского военного округа. В 1894 году «за отличие» был произведён в генерал-майоры, со старшинством с 30 августа 1894 года.  В 1903 году «за отличие» был произведён в генерал-лейтенанты, со старшинством с 6 апреля 1903 года. С 3 октября 1905 года по 13 сентября 1906 года занимал должность председателя Одесского военно-окружного суда, а с 14 сентября 1906 года по 15 января 1907 года был председателем Петербургского военно-окружного суда. С 15 января 1907 года по 8 апреля 1908 года был начальником Главного военно-судебного управления — главным военным прокурором. С 8 апреля 1908 года по 1 января 1915 года был членом Военного совета Российской империи, с 17 мая 1908 года оп 11 сентября 1910 года одновременно был управляющий кодфикационным отделом при Военном Совете. В 1909 году «за отличие» был произведён в генералы от инфантерии. 1 января 1915 года был уволен со службы по истечении предельного срока пребывания в Военном совете, но уже 2 января был вновь принят на службу и был назначен состоять по Военному министерству с зачислением в военно-судебное ведомство. 15 ноября 1915 года был назначен председателем подготовительной ликвидационной комиссии. По состоянию на декабрь 1917 года жил в Петрограде. 22 марта 1918 года в связи с реорганизацией центрального аппарата Военного министерства был уволен со службы.
Генрих Рыльке был дважды женат. Пос состоянию на 1889 год имел двоих детей, а по состоянию на 1894 четверых.

## Награды
Генрих Данилович Рыльке был награждён следующими орденами:
- Орден Святого Александра Невского (6 декабря 1913)
- Орден Белого орла (1911);
- Орден Святого Владимира 2-й степени (1906);
- Орден Святого Владимира 3-й степени (1885);
- Орден Святого Владимира 4-й степени (1887);
- Орден Святой Анны 1-й степени (1902);
- Орден Святой Анны 3-й степени (1879);
- Орден Святого Станислава 1-й степени (1898);
- Орден Святого Станислава 2-й степени (1890);
- Орден Святого Станислава 3-й степени (1872);
- Подарок с вензелевым изображением Его Величества (30 июля 1915).